# Andaç Haznedaroğlu
Pour les articles homonymes, voir Haznedaroğlu.
Andaç Haznedaroğlu, née le 16 septembre 1970 à Ankara (Turquie), est une réalisatrice turque.

## Biographie
Andaç Haznedaroğlu étudie à la faculté des arts du spectacle et du théâtre de la Conservatoire d'État de l'université Anadolu, puis suit un atelier de gestion de scène à l'Académie russe des arts du théâtre (GITIS) à Moscou. Elle obtient une maîtrise en dramaturgie à l'université Anadolu.
Au cours de sa carrière télévisuelle et cinématographique de plus de 20 ans, elle réalise de nombreuses séries télévisées à succès en Turquie, telles que June Night, From Lips to Heart et Samanyolu. Elle a également écrit plusieurs de ces séries. Son premier film, la comédie romantique Everything For Love (Her Sey Asktan), sort en 2016.
En 2004, Andaç Haznedaroğlu fonde sa propre société de production, Andac Film Productions.
En 2012-2013, elle est maître de conférences en « Direction pour les talents » (Directing for Talent) à l'université Yeditepe, puis, en 2014-2015, à l'université Bilgi d'Istanbul.

## Filmographie partielle

### Au cinéma
- 2013 :  Pay-Off  (court métrage)
- 2015 : My Son  (court métrage)
- 2016 :  Her Sey Asktan
- 2017 :  The Guest Aleppo to Istanbul
- 2017 :  Aci Tatli Eksi
- 2021 :  Le Secret des lucioles
- 2022 :  Le Violon de mon père

### À la télévision
- 1995 :  Melek Apartmani  (mini-série télévisée)
- 1997 : Yasemin  (série télévisée)
- 1998 :  Sicak Saatler  (série télévisée, 3 épisodes)
- 2000-2003 :  Hayat Baglari  (série télévisée)
- 2002 : Dadi  (série télévisée, 9 épisodes)
- 2003 :  A.G.A.  (série télévisée, 3 épisodes)
- 2004 :  Çalinan Ceset  (téléfilm)
- 2004 :  Çinaralti  (série télévisée)
- 2004-2006 :  Haziran Gecesi  (série télévisée, 62 épisodes)
- 2006 :  Gülpare  (mini-série télévisée, 11 épisodes)
- 2007-2009 :  Dudaktan Kalbe  (série télévisée, 75 épisodes)
- 2009-2010 :  Samanyolu  (série télévisée, 29 épisodes)
- 2011 :  Gün Aksam Oldu  (série télévisée)
- 2012 :  Araf Zamani  (série télévisée, 18 épisodes)

## Récompenses et distinctions
- Andaç Haznedaroğlu : Récompenses, sur l'Internet Movie Database